# Suszeptibilitätsgen
Suszeptibilitätsgene sind Gene, die eine erbliche erhöhte Erkrankungswahrscheinlichkeit besitzen.

## Eigenschaften
Bei Genvarianten in DNA-Reparatur-Genen kann eine Empfänglichkeit für genetische Schädigungen die Wahrscheinlichkeit der Entstehung von Tumoren erhöhen. Es gibt eine ganze Reihe von Genprodukten und Enzymen, die laufend damit beschäftigt sind, Fehler in der DNA zu entdecken und zu reparieren. Fehlen diese Gene oder sind sie durch Mutation oder Deletionen inaktiviert, kommt es zu einer Anhäufung von DNA-Fehlern, die dann auch die Protoonkogene und Tumorsuppressorgene betreffen können. Sie dienen der Qualitätskontrolle der DNA und sind somit ein Risikofaktor für Mutation und Chromosomendefekte.